# Castelo de Carisbrooke
O Castelo de Carisbrooke é um castelo histórico de mota situado na vila de Carisbrooke (próximo de Newport), na Ilha de Wight, na Inglaterra. Carlos I foi aprisionado no castelo nos meses anteriores a seu julgamento.
A partir de 1100 o castelo permaneceu na posse da família de Richard de Redvers, e ao longo dos dois séculos seguintes seus descendentes melhoraram o castelo com paredes de pedra, torres e uma fortaleza. Em 1293, a Condessa Isabella de Fortibus, a última residente dos Redvers, vendeu o castelo a Eduardo I. A partir daí, sua governança foi confiada aos diretores como representantes da coroa.
Em 1377, no reinado de Ricardo II, o castelo foi atacado sem sucesso pelos franceses. Foi reputadamente salvo pelo herói local Peter de Heyno que atirou no comandante francês. Anthony Woodville, Lorde Scales, mais tarde Earl Rivers, obteve uma doação do castelo e dos direitos da Senhoria em 1467. Ele foi responsável pela adição do Portão de Woodville, agora conhecido como o Portão de Entrada. Woodville foi morto por Ricardo III em 1483, mas seu irmão Edward Woodville recebeu o controle do castelo na adesão de Henrique VII em 1485.
A fortaleza foi adicionada ao castelo no reinado de Henrique I, e no reinado de Elizabeth I, quando a Armada Espanhola era esperada, foi cercada por fortificações adicionais por Sir George Carey, que havia sido nomeado governador da Ilha de Wight em 1583.
Charles I ficou preso aqui por 14 meses antes de sua execução em 1649.